# Doug Edwards
Douglas "Doug" Edwards (Miami, Florida; 21 de enero de 1971) es un exjugador de baloncesto estadounidense que disputó tres temporadas en la NBA, dos en Atlanta Hawks y una en Vancouver Grizzlies. Con 2,01 metros de estatura, jugaba en la posición de alero.

## Trayectoria deportiva

### Universidad
En 1989, Edwards llegó a ser McDonald's All American en el instituto. Después, Doug se matriculó en la Universidad de Florida State, donde pasó tres exitosos años. Su impacto en el equipo fue inmediato. Como freshman, en la temporada 1990-91, tuvo unos números de 16,4 puntos, 7,1 rebotes y 1,9 asistencias. En su temporada sophomore siguió evolucionando y alcanzó unos promedios de 17,1 puntos, 9 rebotes y 2,7 asistencias. Como era de esperar teniendo en cuenta su progresión, cuajó su mejor temporada en la 1992-93, donde promedió como junior 18,3 puntos, 9,4 rebotes y 2,9 asistencias. 
Completó sus tres temporadas con números de 17,2 puntos, 8,5 rebotes y 2,5 asistencias.

### Profesional
Edwards fue elegido en el puesto 15 del Draft de la NBA de 1993 por Atlanta Hawks. Con los Hawks estuvo desde 1993 hasta 1995, con una participación testimonial. En la temporada 1995-96 fichó por Vancouver Grizzlies, con los que promedió 3 puntos, 2,8 rebotes y 1,3 asistencias. Durante su carrera en la NBA firmó 2,4 puntos y 1,8 rebotes.

### Entrenador
El 10 de septiembre de 2008, el entrenador de Kansas State Wildcats, Frank Martin, anunció el fichaje de Edwards como Director deportivo para el desarrollo de los jugadores. La intención de incluirle en el personal técnico era llevar a K-State la experiencia de un jugador que jugó en la élite del baloncesto. Edwards fue entrenado por Frank Martin en su etapa en Miami Senior High School.

## Estadísticas de su carrera en la NBA

### Temporada regular
| Temp.   | Edad | Equipo    | Liga | P  | TIT | MIN  | TC  | TCA | %TC  | 3P  | 3PA | %3P  | TL  | TLA | %TL  | R.OF. | R.DEF. | REB | ASIS | ROB | TAP | PER | FP  | PTS |
| 1993-94 | 23   | Atlanta   | NBA  | 16 | 0   | 6.7  | 1.1 | 3.1 | .347 | 0.0 | 0.1 | .000 | 0.6 | 1.0 | .563 | 0.4   | 0.7    | 1.1 | 0.5  | 0.1 | 0.3 | 0.4 | 0.6 | 2.7 |
| 1994-95 | 24   | Atlanta   | NBA  | 38 | 0   | 5.6  | 0.6 | 1.3 | .458 | 0.0 | 0.0 | .000 | 0.6 | 0.8 | .719 | 0.5   | 0.8    | 1.3 | 0.3  | 0.1 | 0.1 | 0.6 | 0.8 | 1.8 |
| 1995-96 | 25   | Vancouver | NBA  | 31 | 0   | 16.7 | 1.0 | 2.9 | .352 | 0.0 | 0.1 | .000 | 0.9 | 1.2 | .763 | 1.1   | 1.7    | 2.8 | 1.3  | 0.3 | 0.6 | 0.9 | 1.6 | 3.0 |
| Carrera |      |           | NBA  | 85 | 0   | 9.9  | 0.8 | 2.2 | .378 | 0.0 | 0.1 | .000 | 0.7 | 1.0 | .709 | 0.7   | 1.1    | 1.8 | 0.7  | 0.2 | 0.3 | 0.7 | 1.1 | 2.4 |

### Playoffs
| Temp.   | Edad | Equipo  | Liga | P | MIN | TCA | TC | 3PA | 3P | TLA | TL | R.OF. | REB | ASIS | ROB | TAP | PER | FP | PTS | %TC | %3P | %FT | MIN | PTS | REB | AST |
| 1993-94 | 23   | Atlanta | NBA  | 1 | 3   | 0   | 0  | 0   | 0  | 0   | 0  | 0     | 0   | 0    | 0   | 1   | 0   | 0  | 0   |     |     |     | 3.0 | 0.0 | 0.0 | 0.0 |
| Carrera |      |         | NBA  | 1 | 3   | 0   | 0  | 0   | 0  | 0   | 0  | 0     | 0   | 0    | 0   | 1   | 0   | 0  | 0   |     |     |     | 3.0 | 0.0 | 0.0 | 0.0 |